# Serratia
Serratia là một giống trực khuẩn Gram âm, kỵ khí tùy nghi, thuộc họ Enterobacteriaceae. Chủng phổ biến nhất, S. marcescens, đồng thời là mầm bệnh duy nhất thường gây ra những trường hợp nhiễm khuẩn bệnh viện. Tuy nhiên, một vài chủng hiếm như S. plymuthica, S. liquefaciens, S. rubidaea, và S. odoriferae cũng được ghi nhận trong vài trường hợp viêm nhiễm. Những thành viên trong chủng Serratia có đặc tính sinh sắc tố đỏ, prodigiosin, và có thể phân biệt với cái giống thuộc họ Enterobacteriaceae bởi khả năng sinh ba enzyme duy nhất: DNase, lipase, và gelatinase.
Trong bệnh viện, các chủng Serratia có xu hướng khu trú trong đường tiết niệu và hô hấp hơn là trong dạ dày và ruột của người trưởng thành.
Giống Serratia chịu trách nhiệm cho khoảng 2% số ca nhiễm trùng huyết, ít hơn ở đường hô hấp, đường tiết niệu, những vết thương phẫu thuật, da và mô mềm ở bệnh nhân trưởng thành. Chủng S. marcescens meningitis lại thường hay bộc phát trong bệnh viêm khớp và viêm nhiễm vết thương ở bệnh nhi.
Serratia cũng gây ra bệnh việm nội tâm mạc và viêm tủy xương đối với những người nghiện heroin.
Những trường hợp viêm khớp do Serratia ghi nhận ở những bệnh nhân ngoại trú nhận được tiêm trong khớp.